# Psilogramma macromera
Psilogramma macromera là một loài bướm đêm thuộc họ Sphingidae. Loài này có ở Malaysia.